# Living After Life
Living After Life – album studyjny formacji muzyczno-teatralnej Teatr Tworzenia - Jarosława Pijarowskiego, wydany w 2019 roku. Na płycie oprócz muzyków współpracujących na stałe z formacją Teatr Tworzenia takich jak: Józef Skrzek, Marcin Jahr, Jakub Marszałek, Waldemar Knade, Jorgos Skolias, zagrali m.in. Francisco "Pancho" Tomaselli – amerykański basista, znany z takich zespołów jak między innymi Philm, czy WAR, oraz Krzysztof "pARTyzant" Toczko. Album zarejestrowano w latach 2018–2019 w studiach nagraniowych w Londynie, Warszawie, Bydgoszczy, Wojkowicach i Los Angeles.

## Lista utworów
1. „The Gift” - (Pijarowski) 1:07
2. „Rosemary's Baby (The Story Of…)” - (Krzysztof Komeda, Pijarowski) 3:23
3. „Dialogues With The Shadow (part 1)” - (Pijarowski, Skrzek) 7:59
4. „Dialogues With The Shadow (part 2)” - (Pijarowski, Skrzek, Toczko) 7:33
5. „Dialogues With The Shadow (part 3)”  - (Pijarowski, Jahr) 5:53
6. „Transmigration Of Souls From Your Mind”  - (Pijarowski, Skrzek, Marszałek) 11:11
7. „The Blue Prophet  (The Call)”  - (Tomaselli, Pijarowski) 4:56
8. „The Persistance Of Time (Dali’s  Return)”  - (Pijarowski, Marszałek) 8:27
9. „(After The Silent Night in … Germany) „Rose” Mary's Baby  Return”  - (Franz Xaver Gruber, Skrzek, Pijarowski) 7:26
10. „Pandora’s Gods (Outside From The Box)”  - (Pijarowski, Skrzek, Jahr, Toczko, Marszałek) 7:47
11. „Lamentum (In Poland, Too, God Lost His Way)”  - (Pijarowski) 4:01

## Skład
- Józef Skrzek (Moog, Korg, Roland) – syntezatory
- Waldemar Knade – altówka
- Jakub Marszałek – trąbka
- Marcin Jahr – Istanbul Agop Cymbals & Gretsch & Straws perkusja
- Jarosław Pijarowski – instrumenty progresywne, gitara, instrumenty perkusyjne, głos
- Francisco "Pancho" Tomaselli - gitara basowa, syntezator
- Wojciech Lachowski - gitara
- Krzysztof "pARTyzant" Toczko - gitara
- Monika Litwin - Dyngosz  -  (głos - mezzosopran)
- Wojciech Dyngosz - (głos - baryton)

### Gościnnie
- głos -  kompozycja nr 10 - Jerzy „Jorgos” Skolias
- głosy - kompozycja nr 11  - Aleksandra Byczyńska, Aleksandra Malich, Karolina Żuk, Nicole Kotwica, Mateusz Grzybowski, Kacper Buńkowski, Cyprian "Kakazet" Januszewski, Piotr Marszałek, Jerzy Marszałek

## Realizatorzy dźwięku
- Maciej Stach - MaQ Records Studio (Wojkowice, Polska)[3]
- Jeremiasz Hendzel  - Quality Studio (Warszawa, Polska)[4]
- Jakub Pacanowski - Yacob Records (Bydgoszcz, Polska)[5]
- Jarosław Pijarowski - London Entertainment Studio (Londyn, Wielka Brytania)
- Francisco "Pancho" Tomaselli - (Los Angeles, USA)

## Informacje dodatkowe

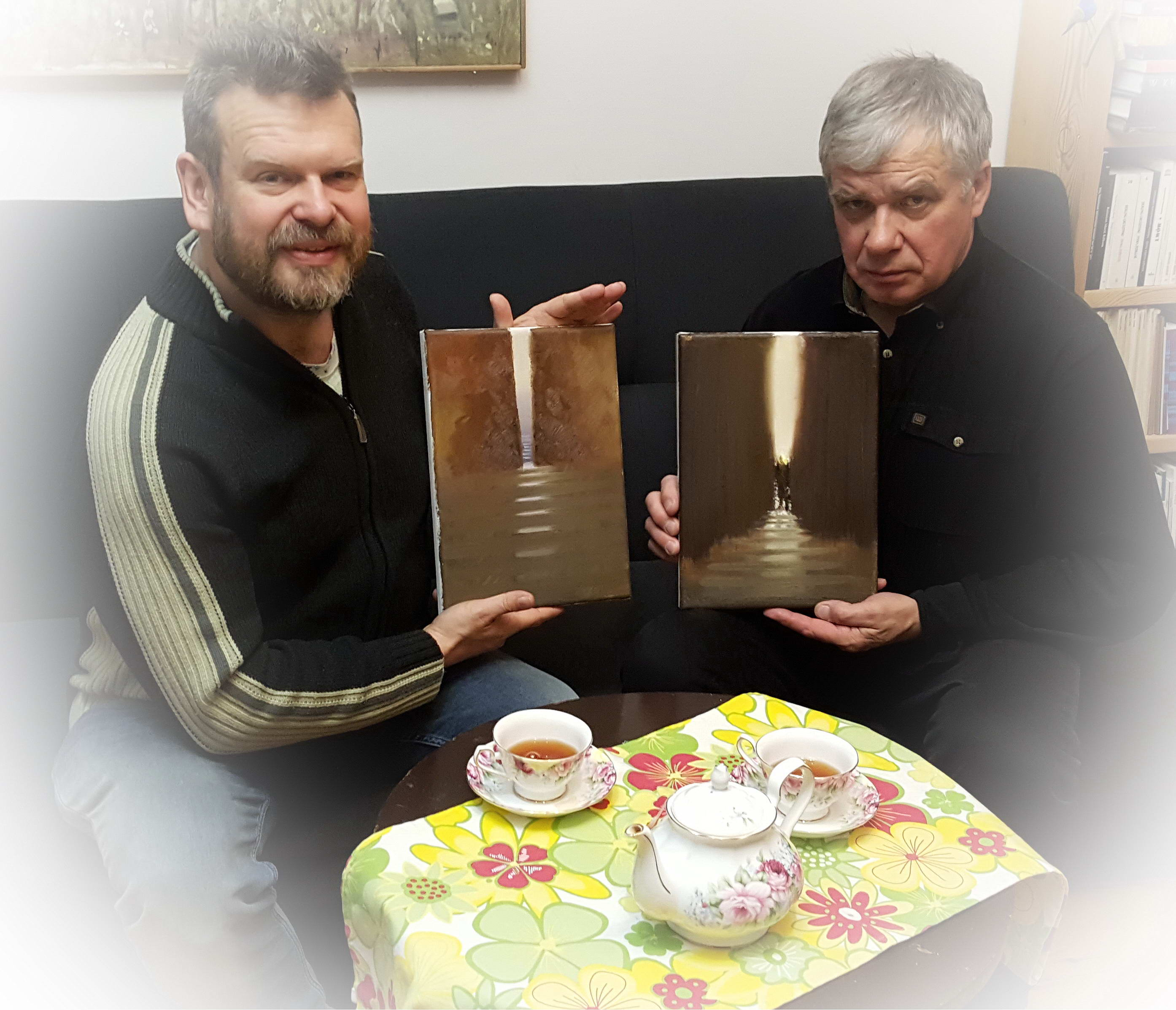
J. Pijarowski wraz ze Stanisławem Bajem, prezentują obrazy, które zostały wykorzystane do utworzenia okładki płyty "Living After Life"

- W nagraniu 11 - Pijarowski zaprosił do wykonania ostatniego nagrania opartego na autorskim performance literackim młodzież z II Liceum Ogólnokształcącego w Bydgoszczy, (którego jest absolwentem)[6].
- Stanisław Baj zrealizował cztery obrazy mające być formą ilustracyjną dla przedstawicieli polskiej kultury (dwa zostały przekazane pisarzowi Wiesławowi Myśliwskiemu, oraz dwa J.Pijarowskiemu, na bazie których artysta opracował okładkę)[7].
- Limitowana wersja albumu została przetransponowana i wyprodukowana w częstotliwości A=432 Hz[8]
- Album został zmiksowany w London Entertainment Studio (Brain Active Records) przez J. Pijarowskiego.
- Producent: J. Pijarowski & Brain Active Records
- Na bazie muzyki zrealizowanej i nagranej podczas sesji "Living After Life" powstały dwa wideoklipy. Pierwszy opublikowany w 2018 roku:  "silent night till the end"[9], oraz drugi w 2019 roku "people did it to people"[10] jako protest artysty przeciwko gloryfikacji morderców, z wybiórczą listą ofiar zamordowanych w czasie ostatnich pięćdziesięciu lat w Polsce i na świecie (premiera miała miejsce w rocznicę śmierci zamordowanych gości, oraz żony R.Polańskiego - Sharon Tate w Hollywood).